# Ilex uleana
Ilex uleana är en järneksväxtart som beskrevs av Ludwig Eduard Loesener. Ilex uleana ingår i släktet järnekar, och familjen järneksväxter. Inga underarter finns listade i Catalogue of Life.